# Lliga Segona FFCV 2024-25
La temporada 2024-25 de la Lliga Segona FFCV de fútbol corresponde a la segunda edición de este campeonato que ocupa el octavo nivel en el sistema de ligas de fútbol de España en la Comunidad Valenciana. Comenzará el 8 de septiembre de 2024 y finalizó el 25 de mayo de 2025. Posteriormente, a partir del 31 de mayo se disputó la promoción de ascenso a la Lliga Primera FFCV.

## Sistema de competición
La liga consiste en 128 equipos distribuidos por proximidad geográfica en ocho grupos de 16 equipos cada uno. Al término de la temporada, los campeones ascienden a Lliga Primera FFCV de forma directa, a los que se unirán los cuatro vencedores de la promoción de ascenso, disputada por los subcampeones. Descienden a Lliga Tercera FFCV los tres últimos clasificados de cada grupo.

## Clasificaciones

### Grupo 1
| Pos. | Equipo                        | Pts. | PJ | G  | E  | P  | GF | GC  | Dif. |                                           |
| ---- | ----------------------------- | ---- | -- | -- | -- | -- | -- | --- | ---- | ----------------------------------------- |
| 1    | U. D. Atzeneta de Castellón   | 73   | 30 | 23 | 4  | 3  | 81 | 44  | +37  | Ascenso a Lliga Primera FFCV              |
| 2    | C. F. Torreblanca             | 69   | 30 | 21 | 6  | 3  | 90 | 30  | +60  | Promoción de ascenso a Lliga Primera FFCV |
| 3    | Eture F. C.                   | 64   | 30 | 20 | 4  | 6  | 56 | 23  | +33  |                                           |
| 4    | C. F. Villafamés              | 54   | 30 | 16 | 6  | 8  | 62 | 44  | +18  |                                           |
| 5    | Esportiu Vila-real            | 45   | 30 | 14 | 3  | 13 | 62 | 52  | +10  |                                           |
| 6    | C. D. Almazora "B"            | 40   | 30 | 11 | 7  | 12 | 53 | 54  | −1   |                                           |
| 7    | C. F. Borriol                 | 39   | 30 | 12 | 3  | 15 | 52 | 60  | −8   |                                           |
| 8    | C. F. Traiguera               | 38   | 30 | 11 | 5  | 14 | 59 | 64  | −5   |                                           |
| 9    | Orpesa C. F.                  | 38   | 30 | 10 | 8  | 12 | 57 | 61  | −4   |                                           |
| 10   | C. D. Els Ibarsos             | 37   | 30 | 9  | 10 | 11 | 55 | 57  | −2   |                                           |
| 11   | Xilxes C. F.                  | 36   | 30 | 10 | 6  | 14 | 45 | 64  | −19  |                                           |
| 12   | Morella F. C.                 | 35   | 30 | 9  | 8  | 13 | 46 | 48  | −2   |                                           |
| 13   | C. F. San Pedro "B"           | 33   | 30 | 9  | 6  | 15 | 44 | 51  | −7   |                                           |
| 14   | A. C. D. Peñíscola            | 29   | 30 | 7  | 8  | 15 | 38 | 65  | −27  | Descenso a Lliga Tercera FFCV             |
| 15   | Joventut Almassora C. F.      | 25   | 30 | 7  | 4  | 19 | 36 | 65  | −29  | Descenso a Lliga Tercera FFCV             |
| 16   | C. F. Rafalafena de Castellón | 19   | 30 | 5  | 4  | 21 | 49 | 103 | −54  | Descenso a Lliga Tercera FFCV             |

Actualizado a los partidos jugados el 25 de mayo de 2025.
 Fuente: FFCV

### Grupo 2
| Pos. | Equipo                 | Pts. | PJ | G  | E | P  | GF | GC | Dif. |                                           |
| ---- | ---------------------- | ---- | -- | -- | - | -- | -- | -- | ---- | ----------------------------------------- |
| 1    | C. D. Betxí            | 77   | 30 | 24 | 5 | 1  | 78 | 20 | +58  | Ascenso a Lliga Primera FFCV              |
| 2    | Foios Atlètic C. F.    | 72   | 30 | 22 | 6 | 2  | 72 | 17 | +55  | Promoción de ascenso a Lliga Primera FFCV |
| 3    | C. F. Atlético Gilet   | 56   | 30 | 17 | 5 | 8  | 52 | 44 | +8   |                                           |
| 4    | C. D. F. Canet         | 51   | 30 | 14 | 9 | 7  | 53 | 44 | +9   |                                           |
| 5    | U. D. Vall de Uxó "B"  | 50   | 30 | 15 | 5 | 10 | 52 | 38 | +14  |                                           |
| 6    | C. E. Vila d'Onda      | 45   | 30 | 13 | 6 | 11 | 54 | 47 | +7   |                                           |
| 7    | C. D. Soneja "B"       | 43   | 30 | 13 | 4 | 13 | 55 | 48 | +7   |                                           |
| 8    | El Puig C. E.          | 37   | 30 | 10 | 7 | 13 | 65 | 56 | +9   |                                           |
| 9    | Meliana C. F.          | 35   | 30 | 10 | 5 | 15 | 42 | 60 | −18  |                                           |
| 10   | C. D. Jérica           | 33   | 30 | 9  | 6 | 15 | 42 | 50 | −8   |                                           |
| 11   | U. D. Puçol            | 32   | 30 | 9  | 5 | 16 | 28 | 45 | −17  |                                           |
| 12   | C. D. Burriana "B"     | 31   | 30 | 9  | 8 | 13 | 37 | 49 | −12  |                                           |
| 13   | C. D. Altura           | 31   | 30 | 9  | 4 | 17 | 33 | 65 | −32  |                                           |
| 14   | Atlético Saguntino "B" | 31   | 30 | 8  | 7 | 15 | 43 | 51 | −8   | Descenso a Lliga Tercera FFCV             |
| 15   | La Vilavella C. F.     | 30   | 30 | 9  | 3 | 18 | 41 | 75 | −34  | Descenso a Lliga Tercera FFCV             |
| 16   | C. D. L'Alcora "B"     | 18   | 30 | 5  | 3 | 22 | 32 | 70 | −38  | Descenso a Lliga Tercera FFCV             |

Actualizado a los partidos jugados el 25 de mayo de 2025.
 Fuente: FFCV

### Grupo 3
| Pos. | Equipo                             | Pts. | PJ | G  | E  | P  | GF | GC  | Dif. |                                           |
| ---- | ---------------------------------- | ---- | -- | -- | -- | -- | -- | --- | ---- | ----------------------------------------- |
| 1    | Bétera C. F.                       | 65   | 30 | 19 | 8  | 3  | 91 | 28  | +63  | Ascenso a Lliga Primera FFCV              |
| 2    | C. D. Serranos                     | 61   | 30 | 17 | 10 | 3  | 71 | 35  | +36  | Promoción de ascenso a Lliga Primera FFCV |
| 3    | Patacona C. F. "B"                 | 60   | 30 | 16 | 12 | 2  | 61 | 31  | +30  |                                           |
| 4    | F. B. A. C. Benaguasil             | 55   | 30 | 15 | 10 | 5  | 62 | 36  | +26  |                                           |
| 5    | Atlético Villar C. F.              | 55   | 30 | 17 | 4  | 9  | 58 | 48  | +10  |                                           |
| 6    | Burjassot C. F.                    | 51   | 30 | 16 | 3  | 11 | 68 | 38  | +30  |                                           |
| 7    | C. D. Pedralba                     | 49   | 30 | 14 | 7  | 9  | 57 | 53  | +4   |                                           |
| 8    | Tavernes Blanques C. F.            | 44   | 30 | 13 | 5  | 12 | 60 | 48  | +12  |                                           |
| 9    | U. D. Rocafort C. F.               | 38   | 30 | 9  | 11 | 10 | 60 | 54  | +6   |                                           |
| 10   | Llíria U. D.                       | 38   | 30 | 10 | 8  | 12 | 51 | 57  | −6   |                                           |
| 11   | Racing Llíria C. F.                | 34   | 30 | 9  | 7  | 14 | 58 | 48  | +10  |                                           |
| 12   | Godella C. F. "B"                  | 33   | 30 | 8  | 9  | 13 | 56 | 60  | −4   |                                           |
| 13   | U. D. Anna                         | 33   | 30 | 8  | 9  | 13 | 57 | 67  | −10  |                                           |
| 14   | Ribarroja C. F. "B"                | 32   | 30 | 9  | 5  | 16 | 46 | 57  | −11  | Descenso a Lliga Tercera FFCV             |
| 15   | Sollana C. F.                      | 13   | 30 | 3  | 4  | 23 | 38 | 104 | −66  | Descenso a Lliga Tercera FFCV             |
| 16   | San Antonio de Benagéber C. F. "B" | 0    | 30 | 1  | 0  | 29 | 19 | 149 | −130 | Descenso a Lliga Tercera FFCV             |

Actualizado a los partidos jugados el 25 de mayo de 2025.
 Fuente: FFCV

### Grupo 4
| Pos. | Equipo                         | Pts. | PJ | G  | E | P  | GF | GC  | Dif. |                                           |
| ---- | ------------------------------ | ---- | -- | -- | - | -- | -- | --- | ---- | ----------------------------------------- |
| 1    | Caudete de las Fuentes C. F.   | 73   | 30 | 23 | 4 | 3  | 87 | 46  | +41  | Ascenso a Lliga Primera FFCV              |
| 2    | Deutsche Schule Valencia F. C. | 68   | 30 | 22 | 2 | 6  | 83 | 44  | +39  | Promoción de ascenso a Lliga Primera FFCV |
| 3    | C. F. Chiva                    | 66   | 30 | 20 | 6 | 4  | 68 | 23  | +45  |                                           |
| 4    | Colegio Salgui EDE             | 59   | 30 | 18 | 5 | 7  | 78 | 50  | +28  |                                           |
| 5    | Sporting Mislata U. F.         | 51   | 30 | 16 | 3 | 11 | 69 | 46  | +23  |                                           |
| 6    | C. D. Apolo                    | 49   | 30 | 15 | 4 | 11 | 59 | 55  | +4   |                                           |
| 7    | C. D. Cheste                   | 49   | 30 | 15 | 4 | 11 | 66 | 47  | +19  |                                           |
| 8    | U. D. Aldaia C. F. "B"         | 46   | 30 | 15 | 1 | 14 | 61 | 44  | +17  |                                           |
| 9    | C. D. Juventud Picanya         | 38   | 30 | 11 | 5 | 14 | 53 | 56  | −3   |                                           |
| 10   | C. D. Zafranar                 | 38   | 30 | 11 | 5 | 14 | 44 | 50  | −6   |                                           |
| 11   | C. D. Monte Sión               | 35   | 30 | 10 | 5 | 15 | 43 | 53  | −10  |                                           |
| 12   | C. D. San Marcelino "B"        | 32   | 30 | 9  | 5 | 16 | 63 | 77  | −14  |                                           |
| 13   | Atlético del Turia C. F.       | 30   | 30 | 10 | 0 | 20 | 52 | 85  | −33  |                                           |
| 14   | Xirivella C. F.                | 25   | 30 | 7  | 4 | 19 | 39 | 51  | −12  | Descenso a Lliga Tercera FFCV             |
| 15   | Los Silos C. F.                | 23   | 30 | 7  | 2 | 21 | 46 | 94  | −48  | Descenso a Lliga Tercera FFCV             |
| 16   | C. D. El Rumbo                 | 9    | 30 | 2  | 3 | 25 | 30 | 120 | −90  | Descenso a Lliga Tercera FFCV             |

Actualizado a los partidos jugados el 25 de mayo de 2025.
 Fuente: FFCV

### Grupo 5
| Pos. | Equipo                            | Pts. | PJ | G  | E  | P  | GF | GC | Dif. |                                           |
| ---- | --------------------------------- | ---- | -- | -- | -- | -- | -- | -- | ---- | ----------------------------------------- |
| 1    | C. D. Enguera                     | 75   | 30 | 24 | 3  | 3  | 85 | 26 | +59  | Ascenso a Lliga Primera FFCV              |
| 2    | C. D. L´Alcúdia de Crespins       | 67   | 30 | 21 | 4  | 5  | 77 | 30 | +47  | Promoción de ascenso a Lliga Primera FFCV |
| 3    | Catarroja C. F.                   | 66   | 30 | 21 | 3  | 6  | 72 | 33 | +39  |                                           |
| 4    | C. D. Llosa                       | 54   | 30 | 16 | 6  | 8  | 71 | 43 | +28  |                                           |
| 5    | Moixent C. F.                     | 53   | 30 | 15 | 8  | 7  | 57 | 37 | +20  |                                           |
| 6    | Picasent C. F.                    | 50   | 30 | 15 | 5  | 10 | 67 | 56 | +11  |                                           |
| 7    | Unió Benetússer-Favara C. F.      | 45   | 30 | 13 | 6  | 11 | 58 | 53 | +5   |                                           |
| 8    | C. D. Olímpic "B"                 | 39   | 30 | 11 | 6  | 13 | 51 | 58 | −7   |                                           |
| 9    | P. D. Ayorense                    | 38   | 30 | 9  | 11 | 10 | 52 | 50 | +2   |                                           |
| 10   | C. F. Agullent                    | 36   | 30 | 11 | 3  | 16 | 47 | 62 | −15  |                                           |
| 11   | C. D. Benifaió                    | 34   | 30 | 8  | 10 | 12 | 38 | 45 | −7   |                                           |
| 12   | Alcàsser C. F.                    | 34   | 30 | 10 | 4  | 16 | 50 | 67 | −17  |                                           |
| 13   | U. D. Castellonense "B"           | 34   | 30 | 9  | 7  | 14 | 44 | 59 | −15  |                                           |
| 14   | Castellar O. C. F. Pobles del Sud | 29   | 30 | 8  | 5  | 17 | 40 | 74 | −34  | Descenso a Lliga Tercera FFCV             |
| 15   | S. I. A. Academy                  | 21   | 30 | 7  | 0  | 23 | 32 | 78 | −46  | Descenso a Lliga Tercera FFCV             |
| 16   | A. C. Carlet                      | 2    | 30 | 0  | 3  | 27 | 19 | 89 | −70  | Descenso a Lliga Tercera FFCV             |

Actualizado a los partidos jugados el 25 de mayo de 2024.
 Fuente: FFCV

### Grupo 6
| Pos. | Equipo                          | Pts. | PJ | G  | E | P  | GF | GC | Dif. |                                           |
| ---- | ------------------------------- | ---- | -- | -- | - | -- | -- | -- | ---- | ----------------------------------------- |
| 1    | C. F. Simat                     | 67   | 30 | 20 | 7 | 3  | 65 | 15 | +50  | Ascenso a Lliga Primera FFCV              |
| 2    | F. B. Teulada-Moraira           | 62   | 30 | 19 | 5 | 6  | 52 | 27 | +25  | Promoción de ascenso a Lliga Primera FFCV |
| 3    | C. F. Cullera                   | 53   | 30 | 16 | 5 | 9  | 65 | 45 | +20  |                                           |
| 4    | U. E. Benifairó de la Valldigna | 50   | 30 | 14 | 8 | 8  | 57 | 40 | +17  |                                           |
| 5    | Daimús C. F.                    | 50   | 30 | 15 | 5 | 10 | 65 | 44 | +21  |                                           |
| 6    | Gorgos C. F.                    | 50   | 30 | 15 | 5 | 10 | 63 | 54 | +9   |                                           |
| 7    | U. D. Oliva                     | 47   | 30 | 14 | 5 | 11 | 50 | 36 | +14  |                                           |
| 8    | Safor C. F. Gandía              | 44   | 30 | 13 | 5 | 12 | 46 | 41 | +5   |                                           |
| 9    | C. F. Orba                      | 42   | 30 | 11 | 9 | 10 | 34 | 39 | −5   |                                           |
| 10   | U. D. Beniopa                   | 36   | 30 | 9  | 9 | 12 | 37 | 49 | −12  |                                           |
| 11   | Real de Gandía C. F.            | 35   | 30 | 10 | 5 | 15 | 58 | 63 | −5   |                                           |
| 12   | C. F. Bellreguard               | 33   | 30 | 8  | 9 | 13 | 41 | 60 | −19  |                                           |
| 13   | C. F. Miramar                   | 32   | 30 | 8  | 8 | 14 | 54 | 64 | −10  |                                           |
| 14   | Almussafes C. F.                | 27   | 30 | 8  | 5 | 17 | 49 | 64 | −15  | Descenso a Lliga Tercera FFCV             |
| 15   | U. D. Alginet                   | 22   | 30 | 6  | 4 | 20 | 31 | 83 | −52  | Descenso a Lliga Tercera FFCV             |
| 16   | C. D. Dénia "B"                 | 18   | 30 | 4  | 6 | 20 | 37 | 80 | −43  | Descenso a Lliga Tercera FFCV             |

Actualizado a los partidos jugados el 25 de mayo de 2025.
 Fuente: FFCV

### Grupo 7
| Pos. | Equipo                             | Pts. | PJ | G  | E  | P  | GF | GC | Dif. |                                           |
| ---- | ---------------------------------- | ---- | -- | -- | -- | -- | -- | -- | ---- | ----------------------------------------- |
| 1    | C. F. Atlético Jonense             | 78   | 30 | 25 | 3  | 2  | 90 | 24 | +66  | Ascenso a Lliga Primera FFCV              |
| 2    | Club Costa City                    | 60   | 30 | 18 | 6  | 6  | 75 | 40 | +35  | Promoción de ascenso a Lliga Primera FFCV |
| 3    | C. D. Polop                        | 47   | 30 | 13 | 9  | 8  | 67 | 49 | +18  |                                           |
| 4    | U. D. Benisa                       | 46   | 30 | 15 | 4  | 11 | 51 | 45 | +6   |                                           |
| 5    | C. D. Salesianos Alicante          | 44   | 30 | 12 | 8  | 10 | 66 | 44 | +22  |                                           |
| 6    | F. C. Jove Español San Vicente "B" | 43   | 30 | 11 | 10 | 9  | 42 | 39 | +3   |                                           |
| 7    | C. D. Universitat d´Alacant        | 42   | 30 | 10 | 12 | 8  | 41 | 38 | +3   |                                           |
| 8    | C. F. Benidorm "B"                 | 39   | 30 | 11 | 6  | 13 | 61 | 63 | −2   |                                           |
| 9    | Alicante City F. C.                | 38   | 29 | 11 | 5  | 13 | 41 | 56 | −15  |                                           |
| 10   | Racing Santa Bárbara C. F.         | 38   | 30 | 10 | 8  | 12 | 46 | 55 | −9   |                                           |
| 11   | C. F. Alfaz del Pi                 | 37   | 30 | 10 | 7  | 13 | 59 | 71 | −12  |                                           |
| 12   | U. D. Altea                        | 35   | 30 | 9  | 8  | 13 | 46 | 61 | −15  |                                           |
| 13   | C. F. Foietes de Benidorm          | 33   | 30 | 10 | 3  | 17 | 55 | 61 | −6   |                                           |
| 14   | R. C. Ilicitano de Fútbol          | 30   | 30 | 9  | 3  | 18 | 36 | 54 | −18  | Descenso a Lliga Tercera FFCV             |
| 15   | Alicante Zenit C. F.               | 28   | 31 | 7  | 7  | 17 | 45 | 84 | −39  | Descenso a Lliga Tercera FFCV             |
| 16   | Tómbola Athletic                   | 26   | 30 | 7  | 5  | 18 | 41 | 78 | −37  | Descenso a Lliga Tercera FFCV             |

Actualizado a los partidos jugados el 25 de mayo de 2025.
 Fuente: FFCV

### Grupo 8
| Pos. | Equipo                       | Pts. | PJ | G  | E  | P  | GF | GC  | Dif. |                                           |
| ---- | ---------------------------- | ---- | -- | -- | -- | -- | -- | --- | ---- | ----------------------------------------- |
| 1    | C. F. Atlético Algorfa       | 69   | 30 | 22 | 3  | 5  | 63 | 18  | +45  | Ascenso a Lliga Primera FFCV              |
| 2    | Aspe U. D.                   | 67   | 30 | 21 | 4  | 5  | 69 | 25  | +44  | Promoción de ascenso a Lliga Primera FFCV |
| 3    | Guardamar Soccer C. D.       | 64   | 30 | 19 | 7  | 4  | 75 | 30  | +45  |                                           |
| 4    | U. D. Petrelense             | 54   | 30 | 16 | 9  | 5  | 50 | 29  | +21  |                                           |
| 5    | U. D. F. Sax                 | 51   | 30 | 15 | 6  | 9  | 58 | 37  | +21  |                                           |
| 6    | C. D. Cox                    | 51   | 30 | 15 | 6  | 9  | 50 | 33  | +17  |                                           |
| 7    | Algueña C. F.                | 50   | 30 | 15 | 5  | 10 | 60 | 43  | +17  |                                           |
| 8    | C. F. Monnegre de Mutxamel   | 44   | 30 | 13 | 5  | 12 | 47 | 44  | +3   |                                           |
| 9    | C. F. Rafal                  | 42   | 30 | 11 | 9  | 10 | 55 | 60  | −5   |                                           |
| 10   | Sporting Saladar             | 38   | 30 | 9  | 11 | 10 | 45 | 48  | −3   |                                           |
| 11   | C. D. Eldense "C"            | 34   | 30 | 8  | 10 | 12 | 41 | 54  | −13  |                                           |
| 12   | Monóvar Atlético             | 32   | 30 | 9  | 5  | 16 | 45 | 64  | −19  |                                           |
| 13   | C. F. Sporting Albatera      | 28   | 30 | 6  | 10 | 14 | 39 | 57  | −18  |                                           |
| 14   | U. E. Crevillent F. B.       | 22   | 30 | 6  | 4  | 20 | 34 | 66  | −32  | Descenso a Lliga Tercera FFCV             |
| 15   | Carrús U. D. Ilicitana C. F. | 16   | 30 | 5  | 1  | 24 | 35 | 88  | −53  | Descenso a Lliga Tercera FFCV             |
| 16   | Pinoso C. F.                 | 6    | 30 | 1  | 3  | 26 | 31 | 101 | −70  | Descenso a Lliga Tercera FFCV             |

Actualizado a los partidos jugados el 25 de mayo de 2025.
 Fuente: FFCV

## Promoción de ascenso a Lliga Primera
| Ida; 31 de mayo de 2025, 17:00 | Club Costa City | 0:0     | C. F. Torreblanca | Campo Municipal, El Altet    |                              |
|                                |                 | Reporte |                   | Árbitro(s): Ripoll Berenguer | Árbitro(s): Ripoll Berenguer |

| Vuelta; 7 de junio de 2025, 18:30 | C. F. Torreblanca | 1:1 (1:0) (t. s.)(5:4 p.)(Global 1:1) | Club Costa City | Campo Municipal, Torreblanca |                            |
|                                   | Ahmed 15'         | Reporte                               | 60' Sangare     | Árbitro(s): Martínez Luján   | Árbitro(s): Martínez Luján |

| Asciende C. F. Torreblanca |

| Ida; 31 de mayo de 2025, 18:30 | Foios Atlètic C. F. | 1:0 (0:0) | C. D. L´Alcúdia de Crespins | Poliesportiu Municipal, Foyos |                          |
|                                | Enric 79'           | Reporte   |                             | Árbitro(s): Santana Mora      | Árbitro(s): Santana Mora |

| Vuelta; 7 de junio de 2025, 18:30 | C. D. L´Alcúdia de Crespins | 2:2 (2:1, 0:0) (t. s.)(Global 2:3) | Foios Atlètic C. F.          | José Gramage, Alcudia de Crespins |                             |
|                                   | Muñoz 50' 65'               | Reporte                            | 66' Ofojetu · 114' Christian | Árbitro(s): Belando Carpena       | Árbitro(s): Belando Carpena |

| Asciende Foios Atlètic C. F. |

| Ida; 31 de mayo de 2025, 19:00 | C. D. Serranos | 0:2 (0:2) | Aspe U. D.              | Instalaciones Municipales Serranos, Valencia |                                |
|                                |                | Reporte   | 41' Navarro · 44' Ayala | Árbitro(s): Rodríguez Castelló               | Árbitro(s): Rodríguez Castelló |

| Vuelta; 7 de junio de 2025, 19:00 | Aspe U. D.                 | 2:6 (2:1) (Global 4:6) | C. D. Serranos                                | Las Fuentes, Aspe            |                              |
|                                   | Lumbier 11' · Carretta 34' | Reporte                | 44' Varela · 61' Riaza · 65' 66' 80' 84' Mato | Árbitro(s): Fabregat Calixto | Árbitro(s): Fabregat Calixto |

| Asciende C. D. Serranos |

| Ida; 1 de junio de 2025, 18:30 | F. B. Teulada-Moraira | 2:1 (1:1) | Deutsche Schule Valencia F. C. | Bernardo Font Vallés, Teulada |                             |
|                                | Harvy 15' · Cosme 90' | Reporte   | 26' Marín                      | Árbitro(s): Barragán Cerdán   | Árbitro(s): Barragán Cerdán |

| Vuelta; 8 de junio de 2025, 19:00 | Deutsche Schule Valencia F. C. | 2:2 (2:1, 0:0) (t. s.)(Global 3:4) | F. B. Teulada-Moraira        | El Planter, Puzol          |                            |
|                                   | Bello 58' · Forsterling 71'    | Reporte                            | 87' Fagorosin · 102' Campayo | Árbitro(s): Ezaydy Boulman | Árbitro(s): Ezaydy Boulman |

| Asciende F. B. Teulada-Moraira |